# Bachet’sches Spiel
Als ein Bachet’sches Spiel (auch: Ziel 100) ist ein bereits 1612 von Claude Gaspard Bachet de Méziriac beschriebenes Strategiespiel für zwei Spieler bekannt, welches einen Spezialfall des Nim-Spiels bildet. Das Spiel des Bachet steht stellvertretend für alle sogenannten Ein-Haufen-Nim-Spiele.

## Regeln
- Man beginnt mit einer zufälligen Zahl kleiner 30.
- Die Spieler addieren abwechselnd eine selbst gewählte ganze Zahl zwischen 1 und 10 zu dieser Zahl.
- Gewonnen hat der Spieler, der als Erster 100 erreicht.

## Ein Quasi-Spiel
Eigentlich sind das Spiel des Bachet und seine Variationen keine „richtigen“ Spiele mit einem offenen Ergebnis, da sich normalerweise schon im ersten (oder zweiten) Zug entscheidet, wer gewinnt.

### Analyse
Das Ziel des Spiels ist es, als erstes 100 zu erreichen. Das bedeutet, dass der letzte Zug nur erreicht werden kann, wenn die Zahl zwischen 90 und 99 liegt. Wenn man dem Gegner 89 als Zahl überlässt, kann er das Spiel nicht gewinnen. Die 89 ist dabei eine Schlüsselzahl. Die weiteren Schlüsselzahlen liegen um eine Differenz von 11 auseinander: 78, 67, 56, 45, 34, 23 und 12 (und 1).

#### Beispiel
- Man beginnt mit einer 21.
- Spieler A addiert eine 2 dazu. Die Zahl ist 23 und Spieler A kann bei geschicktem Spiel nicht mehr verlieren.
- Spieler B addiert eine 5. Die Zahl ist 28.
- Spieler A addiert eine 6. Die Zahl ist 34.
- Spieler B addiert eine 8. Die Zahl ist 42.
- Spieler A addiert eine 3. Die Zahl ist 45.
- Spieler B addiert eine 7. Die Zahl ist 52.
- Spieler A addiert eine 4. Die Zahl ist 56.
- Spieler B addiert eine 5. Die Zahl ist 61.
- Spieler A addiert eine 6. Die Zahl ist 67.
- Spieler B addiert eine 3. Die Zahl ist 70
- Spieler A addiert eine 8. Die Zahl ist 78.
- Spieler B addiert eine 9. Die Zahl ist 87
- Spieler A addiert eine 2. Die Zahl ist 89.
- Spieler B addiert eine 1. Die Zahl ist 90
- Spieler A addiert eine 10. Die Zahl ist 100 und Spieler A gewinnt erwartungsgemäß.

#### Beobachtung
Wie man feststellen kann, ergänzt Spieler A, nachdem er die Schlüsselzahl 23 erreicht hat, den Zug von Spieler B immer auf eine 11.

#### Ungünstige Startsituation
Ungünstig für den ersten Spieler wird es, wenn die zufällig gewählte Startzahl eine Schlüsselzahl ist.

## Verallgemeinerung
Das Prinzip lässt sich auf modifizierte Regeln anwenden. Bei einem Ziel z (im Original 100) und einer Zugbreite von 1 bis n (im Original 10) sind die Schlüsselzahlen z−(n+1), z−2(n+1), z−3(n+1), …